# Пам'ятник Лесі Українці (Ялта)
Пам'ятник Лесі Українці — пам'ятник українській письменниці, встановлений в 1972 році навпроти будинку на вулиці Катерининській, 8 (на той момент вул. Літкенса), де з жовтня по грудень 1897 року вона винаймала кімнату.

## Опис пам'ятника
Поетеса немовби сидить на морському березі. Постамент — діабазові брили, видобуті у Криму поблизу гори Аюдаг. На постаменті накладний бронзовий напис: «Леся Українка». Авторський підпис прорізом: «Г. Кальченко, 1971 р.».

## Історія створення
Пам'ятник Лесі Українці створено 1971 року українською скульпторкою Галиною Никифорівною Кальченко спільно з архітектором Анатолієм Федоровичем Ігнащенком. Пам'ятник відкрито 16 серпня 1972 року — у рік святкування сторіччя з дня народження великої української поетеси.
Пам'ятник для Ялти створено скульпторкою безоплатно.